# Nachtplattbauchspinne
Die Nacht- oder Trockenrasen-Plattbauchspinne (Gnaphosa lucifuga) ist eine Spinne aus der Familie der Plattbauchspinnen (Gnaphosidae). Die Art ist paläarktisch verbreitet und der größte in Mitteleuropa vorkommende Vertreter dieser Familie.

## Merkmale

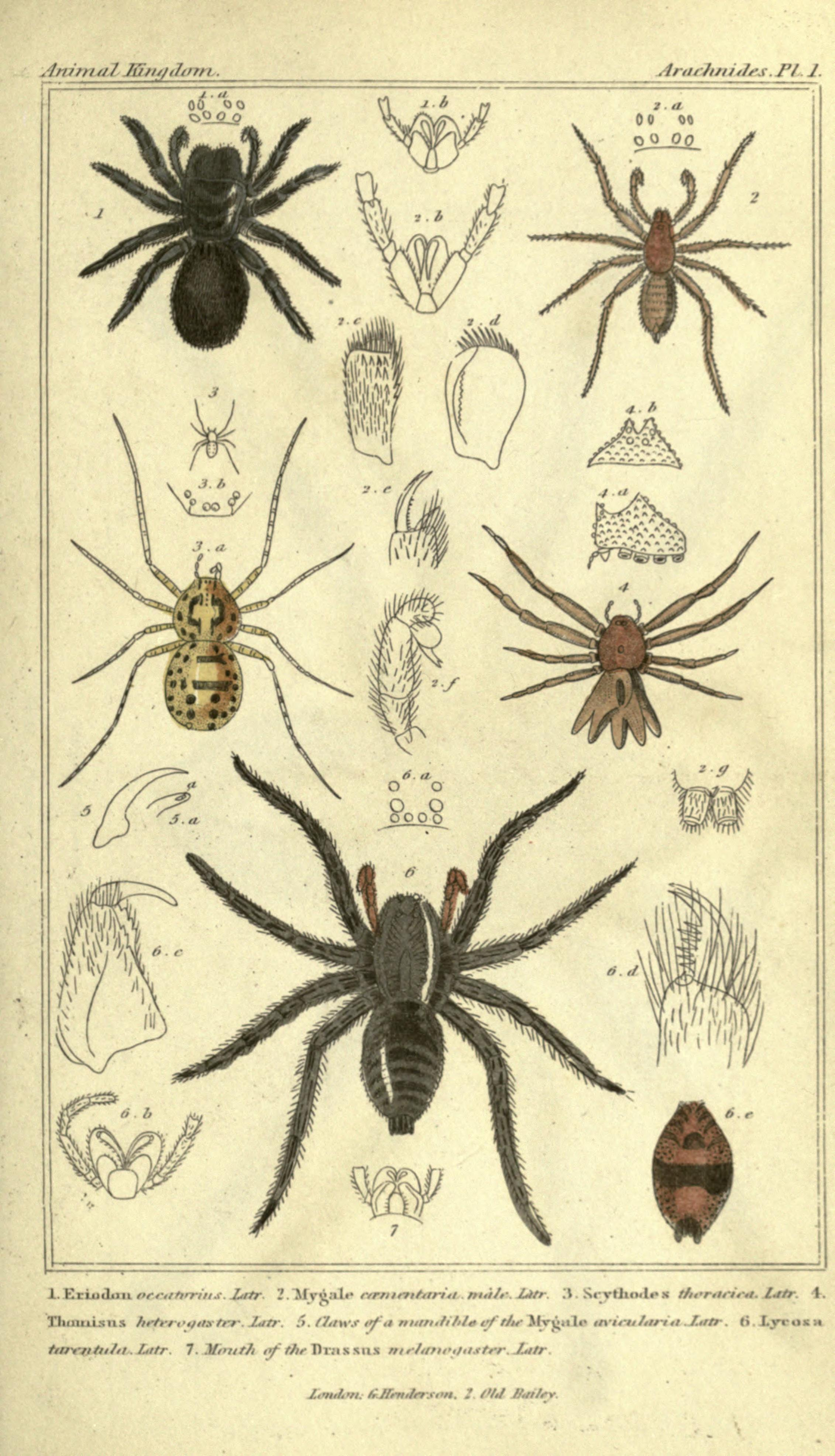
Ausschnitt aus The animal kingdom, arranged according to its organization, serving as a foundation for the natural history of animals : and an introduction to comparative anatomy. (1834)

Das Weibchen der Nachtplattbauchspinne erreicht eine Körperlänge von 12,1 bis 18,7 und das Männchen eine von 10,5 bis 14,9 Millimetern. Damit ist die Art eine vergleichsweise große Plattbauchspinne. Sie besitzt, wie viele Arten der Familie, eine dunkle Farbgebung.
Das Prosoma (Vorderkörper) besitzt eine dunkel rotbraune bis schwarzbraune Grundfärbung, wobei die Augenpartie noch einmal dunkler erscheint. Die gleiche Grundfärbung wie das Prosoma haben auch die Beine, obgleich die Beine auch heller erscheinen können. Dies trifft aber besonders auf die Pedipalpen (umgewandelte Extremitäten im Kopfbereich) zu. Die Cheliceren (Kieferklauen) wiederum sind dunkler als das Prosoma.
Das Opisthosoma (Hinterleib) ist dunkel rotbraun-schwarzbraun bis schwarzgrau gefärbt.

### Aufbau der Geschlechtsorgane
Die Bulbi (männliche Geschlechtsorgane) der Nachtplattbauchspinne verfügen über kräftige Emboli (Spitzen der Bulbi) und nehmen überdies die gesamte Innenseite des Cymbiums (Einfuhrorgan) ein.
Die Epigyne (weibliches Geschlechtsorgan) der Art verfügt über einen recht breiten Scapus (eine die Vulva bedeckende Struktur) und außerdem an den Rändern über seitenartige Vorsprünge, die mit dem Scapus verschmelzen.

### Ähnliche Arten

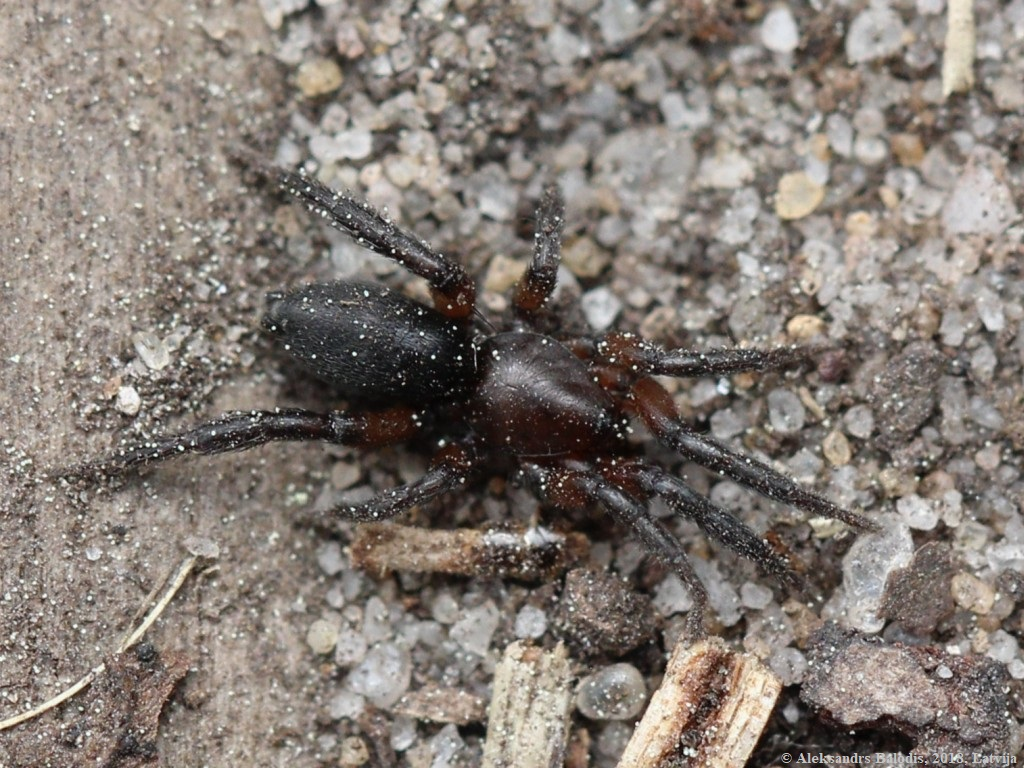
Die zur gleichen Gattung zählende Zweifarbige Plattbauchspinne (G. bicolor) ist eine von vielen der Nachtplattbauchspinne ähnlichen Arten.

In der Gattung der Eigentlichen Plattbauchspinnen (Gnaphosa) gibt es viele weitere Arten, mit denen sich die Nachtplattbauchspinne optisch verwechseln lässt. Die weiteren in Mitteleuropa vorkommenden Arten der Gattung sind zumeist deutlich kleiner und überdies heller gefärbt als diese Art. Wieder andere ähneln der Nachtplattbauchspinne so sehr, dass sie sich nur durch genitalmorphologische Merkmale von dieser sicher unterscheiden lassen.

## Vorkommen
Die in Eurasien verbreitete Nachtplattbauchspinne hat ein weitreichendes Verbreitungsgebiet, das Europa, die Türkei, Kaukasien, den Iran, Russland (europäischer Teil bis Südsibirien), Kasachstan und China umfasst.

### Lebensräume

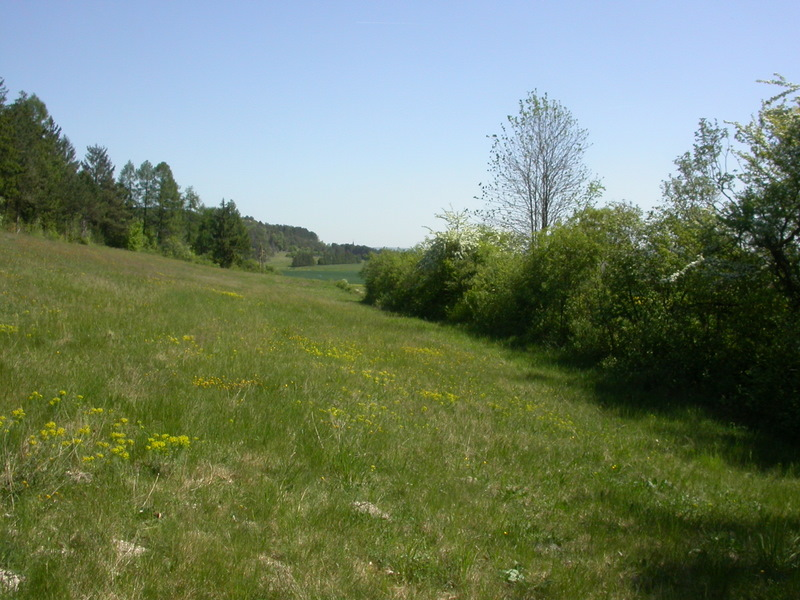
Kalkrasen wie dieser in Belgien zählen zu den Lebensräumen der Nachtplattbauchspinne.

Das Habitat (Lebensraum) der Nachtplattbauchspinne bilden vorwiegend warme und wenig bewachsene Gebiete mit Kalkboden, darunter besonders entsprechend der zweiten Trivialbezeichnung Trockenrasen, jedoch auch felsige Steppen und Heiden.

### Bedrohung und Schutz
Die Nachtplattbauchspinne ist in Mitteleuropa weit verbreitet und gebietsweise nicht selten. Allerdings ist noch immer ein mäßiger Rückgang der Art zu verzeichnen und die Nachtplattbauchspinne wird Roten Liste gefährdeter Arten Tiere, Pflanzen und Pilze Deutschlands in der Vorwarnliste („V“) aufgeführt. Vor 2016 hingegen wurde die Art noch in der Kategorie 3 („gefährdet“) geführt, was durch Kenntniszuwachs korrigiert werden konnte.
Als Grund für den Rückgang wird u. a. die Sukzession (natürliche Rückkehr verschiedener Arten) von Sträuchern in einstigen Kalklandschaften gesehen. Der globale Bestand der Nachtplattbauchspinne wird von der IUCN nicht gewertet.

## Lebensweise
Die Nachtplattbauchspinne ist entsprechend ihrem ersten Trivialnamen und darüber hinaus wie viele Arten der Familie nachtaktiv, während sie sich tagsüber unter Steinen, o. Ä aufhält. Dort legt sie wie alle Plattbauchspinnen sackartige Wohngespinste an, die von der Spinne während der Inaktivitätszeit als Aufenthaltsort genutzt werden.
In der Nähe dieser Wohngespinste sind oftmals  Chitinpanzer von Beutetieren zu finden. Eine hohe Anzahl dieser Überreste an einem Verließ spricht dafür, dass dieses von der Spinne über längere Zeit genutzt wird.

### Jagdverhalten
Die Nachtplattbauchspinne jagt entsprechend ihrer Aktivitätszeit in der Nacht und tut dies wie alle Glattbauchspinnen feilaufend ohne Fangnetz.

#### Jagdweise
Beutetiere werden von der Nachtplattbauchspinne wie bei allen Vertretern der Familie anhand deren Vibrationen wahrgenommen und angesprungen, sobald diese in Reichweite gelangen. Ein mithilfe der Cheliceren verabreichter Giftbiss setzt diese außer Gefecht. Größere und/oder wehrhaftere Beutetiere werden wie bei allen Vertretern der Familie mit einem von der Spinne an diese und an den Boden angehefteten Spinnfaden an der Flucht und an einer Erwehrung gehindert, indem die Spinne zeitgleich während des Sprunges einen Spinnfaden an das Beutetier und den Untergrund fixiert und das Beutetier umkreist, während die Spinne gleichzeitig Spinnfäden produziert und somit das Beutetier an der Flucht und einer Erwehrung verhindert.
Da oftmals die Überreste von Beutetieren in der Nähe der Wohngespinste von Individuen der Nachtplattbauchspinne gefunden werden, wird vermutet, dass die Art entweder in unmittelbarer Nähe zu ihrem Gespinst jagt oder zu diesem nach einer erfolgreichen Jagd mitsamt dem erlegten Beutetier zurückkehrt.

#### Beutespektrum

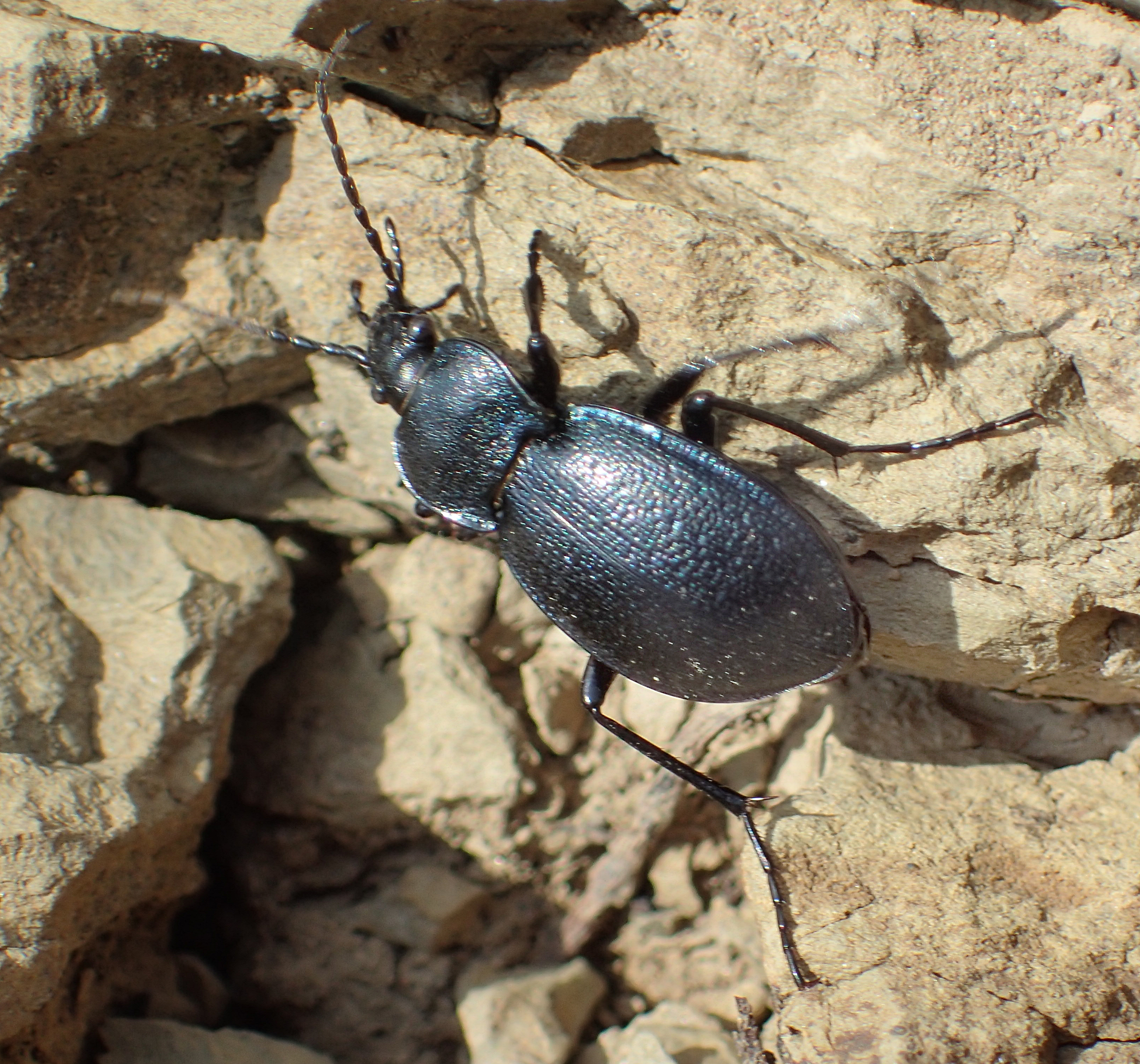
Recht wehrhafte Beutetiere, die die Nachtplattbauchspinne auch hinsichtlich ihrer Dimensionen übertreffen, wie z. B. der Kurzgewölbte Laufkäfer (Carabus covnexus), fallen dieser regelmäßig zu Opfer.

Durch ihre effektive Jagdweise weist die Nachtplattbauchspinne ein großes Beutespektrum auf. Ein Großteil der Beute wird durch verschiedene Laufkäfer (Carabidae) ausgemacht, von denen ebenfalls viele nachtaktiv sind und die gleichen Lebensräume wie die Nachtplattbauchspinne bevorzugen. Unter den Laufkäfern als Beutetieren konnten mitunter verschiedene Exemplare der Gattungen Ophonus und Harpalus als auch von welchen der Gattung der Grabkäfer (Pterostichus) identifiziert werden. Recht schnelle Arten wie der Berg-Sandlaufkäfer (Cicindela sylvicola) zählen ebenfalls zu den potentiellen Beutetieren der Nachtplattbauchspinne. Das Beutespektrum beinhaltet überdies den Großen Breitkäfer (Abax parallelepipedus), den Buntfarbenen Putzläufer (Anchomenus dorsalis), den Zweifleck-Kreuzläufer (Panagaeus bipustulatus) und sogar den recht wehrhaften Großen Bombardierkäfer (Brachinus crepitans).
Erstaunlich hoch fiel die Sichtung von Exemplaren aus der Gattung der Echten Laufkäfern (Carabus) aus, die von Individuen der Nachtplattbauchspinne erbeutet wurden, darunter der Kurzgewölbte (C. covnexus) und der Körnige Laufkäfer (C. granulatus), die die Spinne hinsichtlich ihrer Körpergröße deutlich übertreffen können.
Anders als einige andere Plattbauchspinnen, etwa der Gewöhnliche Ameisendieb (Callilepis nocturna), ist die Nachtplattbauchspinne jedoch kein Nahrungsspezialist, sondern ein opportunistischer Jäger. Dies lässt sich damit erklären, dass auch die Verzehr von Exemplaren des Gemeinen Staubkäfers (Asida sabulosa), des Grauflügligen Erdbocks (Iberodorcadion fuliginator), des Gemeinen Ohrwurms (Forficula auricularia) sowie verschiedener Asseln und Rüsselkäferlarven seitens der Spinne gesichtet wurden. Gleiches gilt für Exemplare der Feldgrille (Gryllus campestris), der Langfühler-Dornschrecke (Tetrix tenuicornis) sowie einige Hautflügler, wie Ameisen, Vertreter aus der Überfamilie der Apoidea und auch der Überfamilie der Ichneumonoidea (Schlupfwespenartige).

### Lebenszyklus
Der Lebenszyklus der Nachtplattbauchspinne gliedert sich in mehrere Phasen und ist überdies jahreszeitenabhängig. Bei dieser Art ist der Lebenszyklus bis heute nicht gänzlich erforscht.

#### Phänologie
Die Phänologie (Aktivitätszeit) beläuft sich bei beiden Geschlechtern im ausgewachsenen Zustand im Zeitraum zwischen Mai und Oktober.

#### Paarung und Eiablage
Das Männchen besteigt für die Paarung das Weibchen von vorn und umklammert mit den Beinen anschließend dessen Körper. Daraufhin führt es zuerst einen Bulbi rein und nach einiger Zeit wechselt es zum anderen. Ein Bulbus kann bis zu eine Stunde in der Spermienübertragung beansprucht werden, ehe er gewechselt wird.
Einige Zeit nach der Paarung stellt das Weibchen einen Eikokon her, der dann im Spätsommer in dessen Wohngespinst deponiert und bewacht wird. Der Eikokon ist von weißer Grundfarbe und scheibenförmiger Gestalt und besitzt einen Durchmesser von etwa zwei Zentimetern.

## Systematik
Die Nachtplattbauchspinne wurde 1802 von Charles Athanase Walckenaer wie damals alle Spinnen in die Gattung Aranea eingegliedert und erhielt die Bezeichnung A. lucifuga. Seitdem erfuhr die Art vermehrt taxonomische Umstellungen und demnach auch Umbenennungen. Ihre heute durchgehend benutzte Bezeichnung Gnaphosa lucigufa erhielt sie 1868 von Tord Tamerlan Teodor Thorell, der wegen ihrer charakteristischen Merkmale die neue Gattung Gnaphosa errichtete.
Die Nachtplattbauchspinne, die daher die Typusart der Eigentlichen Plattbauchspinnen (Gnaphosa) ist, weist heute durch die mehrfachen Beschreibungen eine Vielzahl an Synonymen auf.